# Mark Wallner
Mark Philip Wallner (* 20. Juli 1999 in München) ist ein deutscher Tennisspieler.

## Karriere

### Studium und erste Profijahre (2022–2023)
Wallner spielte nur zwei Turniere der ITF Junior Tour und kam dort zu keinem Ranking. 2017 begann er ein Studium an der Temple University, wo neben dem Studium im Fach Finance auch zunächst zwei Jahre College Tennis spielte, bevor er 2019 an die University of Tennessee wechselte. Nach dem Bachelorabschluss absolvierte er bis 2022 auch einen Master in Management & Human Resources. In der Studentenrangliste der USA lag seine höchste Platzierung jeweils in den Top 70.
Bei den Profis begann Wallner erst im August 2022 Turniere zu spielen. Auf der drittklassigen ITF Future Tour bemerkte er schnell, dass er vorrangig im Doppel erfolgreich war; im Einzel kam er dort nur einmal zu einer Viertelfinalteilnahme und schaffte es nicht in die Top 1000 der Weltrangliste. Das Jahr 2023 verbrachte Wallner hauptsächlich bei Futures, wo er sieben Doppeltitel gewann. Mit Jakob Schnaitter kam er außerdem ins Halbfinale des Challengers in Hamburg, der erste Erfolg auf der zweithöchsten ATP Challenger Tour. Das Jahr schloss er auf Rang 260 ab.

### Erste Challenger-Titel und Einzug in die Top 100 (ab 2024)
Mit Schnaitter, mit dem er zusammen auch drei Future-Titel gewonnen hatte, beschloss Wallner als fester Doppelpartner in das Jahr 2024 zu starten. Sie setzten sich auf der Challenger Tour schnell durch, zogen bis Ende März in Buenos Aires, Koblenz, Neu-Delhi und Barcelona ins Endspiel ein, besiegten auf dem Weg zweimal die topgesetzte Paarung, aber scheiterten stets im Finale. Als Ersatzspieler kam die Paarung in München zu ihrem Debüt auf der ATP Tour, in dem sie gegen Marcus Daniell und Philipp Oswald unterlagen. Nach ihrer fünften Finalniederlage in Ostrava triumphierten sie im sechsten Endspiel in Prag. Dadurch zogen sie bereits in die Top 150 im Doppel ein. Im Mai folgte der zweite Titel in Augsburg. Ein Lauf ab Juni 2024 bei dem Schnaitter und Wallner bei vier aufeinanderfolgenden Turnieren das Finale erreichten – in Heilbronn und Posen verloren sie, in Bratislava und Karlsruhe gewannen sie – gelang ihnen der erstmalige Einzug unter die Top 100.
Durch ihr verbessertes Ranking war ihnen nun die Teilnahme an ATP-Tour-Turnieren häufiger möglich. In Hamburg erfolgte die zweite Teilnahme an einem solchen, wo ihnen in der ersten Runde mit einem Sieg gegen N. Sriram Balaji und die Nummer 4 der Welt Rohan Bopanna eine Überraschung gelang. In der zweiten Runde trafen sie in einem rein deutschen Duell auf das andere aufstrebende Doppelpaar aus Constantin Frantzen und Hendrik Jebens, dem sie im Match-Tie-Break unterlagen.

## Erfolge
| Legende (Anzahl der Siege) |
| Grand Slam                 |
| ATP Finals                 |
| ATP Tour Masters 1000      |
| ATP Tour 500               |
| ATP Tour 250               |
| ATP Challenger Tour (5)    |

### Doppel

#### Turniersiege

##### Challenger Tour
| Nr. | Datum            | Turnier    | Belag         | Partner          | Finalgegner                        | Ergebnis          |
| --- | ---------------- | ---------- | ------------- | ---------------- | ---------------------------------- | ----------------- |
| 1.  | 11. Mai 2024     | Prag       | Sand          | Jakob Schnaitter | Jiří Barnat Jan Hrazdil            | 6:3, 6:1          |
| 2.  | 25. Mai 2024     | Augsburg   | Sand          | Jakob Schnaitter | David Pichler Michael Vrbenský     | 3:6, 6:2, [10:8]  |
| 3.  | 15. Juni 2024    | Bratislava | Sand          | Jakob Schnaitter | Miloš Karol Tomáš Láník            | 6:4, 6:4          |
| 4.  | 6. Juli 2024     | Karlsruhe  | Sand          | Jakob Schnaitter | Dan Added Grégoire Jacq            | 6:4, 6:0          |
| 5.  | 22. Februar 2025 | Pau        | Hartplatz (i) | Jakob Schnaitter | Alexander Blockx Raphaël Collignon | 6:4, 6:75, [10:8] |

#### Finalteilnahmen
| Nr. | Datum         | Turnier  | Belag | Partner          | Finalgegner                        | Ergebnis  |
| --- | ------------- | -------- | ----- | ---------------- | ---------------------------------- | --------- |
| 1.  | 6. April 2025 | Bukarest | Sand  | Jakob Schnaitter | Marcel Granollers Horacio Zeballos | 6:73, 4:6 |